# The Lonely Villa
The Lonely Villa és una pel·lícula muda dirigida per D. W. Griffith i protagonitzada per David Miles, Marion Leonard i Mary Pickford, entre d'altres. La pel·lícula, basada en l'obra “Au Telephone” d'André de Lorde, es va estrenar el 10 de juny de 1909.

## Argument
Mr. Robert Cullison viu amb la seva família en una magnífica mansió aïllada dels seus veïns a vint milles de la ciutat. Espera la visita de la seva mare a qui ha d'anar a buscar l'endemà. Un grup de criminals se n'assabenta i envia una carta falsa al marit que diu que la mare arribarà en un tren aquell mateix dia. Veient que deixa la dona i les tres filles soles els demana que es tanquin bé amb clau i els deixa un revòlver del qual el fals missatger extreu les bales sense que ningú ho vegi. Tot just acaba de marxar que els lladres es disposen a entrar a robar la dona i les filles. A l'home se li fa malbé el cotxe i es posa en contacte per telèfon amb la seva esposa per avisar-la que arribarà tard i ella li pot demanar aleshores ajut. La família es refugia en diferents habitacions a les que els lladres progressivament van aconseguint entrar. Mentrestant el pare va tornant el més ràpid que pot per intentar salvar la seva família. Arriba amb ajut de la policia just en el moment en què els lladres ja arranquen les joies a la seva dona.

## Repartiment
- David Miles (Robert Cullison)
- Marion Leonard (Mrs. Cullison)
- Mary Pickford (filla gran dels Cullison)
- Gladys Egan (filla dels Cullison)
- Adele DeGarde (filla dels Cullison)

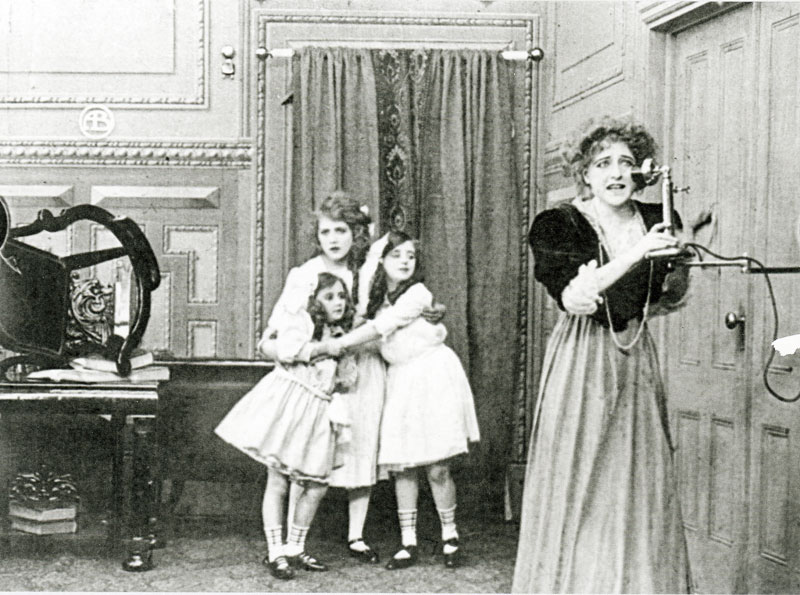
Gladys Egan, Mary Pickford, Adele DeGarde i Marion Leonard (telefonant) en un fotograma de la pel·lícula

- Anita Hendrie (la criada)
- Robert Harron
- Florence Lawrence
- Herbert Prior (lladre)
- Owen Moore (lladre)
- Anthony O’Sullivan (lladre)
- James Kirkwood
- Mack Sennett (majordom/policia)
- Charles Avery
- William Machin
- Clara T. Bracy
- John R. Cumpson
- Arthur V. Johnson
- Violet Mersereau
- Frank Powell

## Producció
El guió de la pel·lícula, realitzat per Mack Sennet, era un melodrama estàndard realitzat a partir de l'obra de teatre “Au Telephone” d'André de Lorde però va donar l'oportunitat a Griffith d'explorar la seva tècnica d'edició en plans paral·lels que convergeixen en un rescat en el darrer minut. A la pel·lícula, el punt de vista que regeix la narració és doble i simètric: per una banda els lladres que assalten la casa i per altra banda els esforços combinats de marit i muller, posats en contacte gràcies al telèfon, per impedir-ho. Els dos plans es van alternant per tal que l'espectador es pregunti si els lladres arribaran a capturar la família o si el pare arribarà abans. Griffith també va incrementar aquest suspens introduint obstacles dins la cursa del marit per arribar, com la presència d'un pont llevadís que aconsegueix traspassar en el darrer instant.
Mentre es rodaven les escenes en les quals els lladres van forçant les portes, Griffith no estava convençut del resultat final i va voler tornar-les a gravar totes. Mentre hi tornaven, un estrany al rodatge va aparèixer al set. Era James Kirkwood que estava buscant el seu amic Harry Solter. Griffith en veure’l va proposar de posar-li una barba i afegir-lo al grup de lladres. Kirkwood dubtava però al final va ser persuadit i així va ser com va començar la seva carrera cinematogràfica.